# میراث (آلبوم تستامنت)
«میراث» (به انگلیسی: The Legacy) آلبومی از تستمنت است که در سال ۱۹۸۷ میلادی منتشر شد.